# Numéro 1178 de Charlie Hebdo
Le 1178e numéro du journal Charlie Hebdo, surnommé « numéro des survivants », publié le mercredi 14 janvier 2015, est le premier numéro paru après l'attentat du 7 janvier 2015 contre le journal satirique, qui a coûté la vie à douze personnes, dont huit membres de la rédaction : les dessinateurs Cabu, Charb, Honoré, Tignous et Wolinski, les chroniqueurs Bernard Maris et Elsa Cayat, et le correcteur Mustapha Ourrad.
Bénéficiant d'une notoriété exceptionnelle grâce à la très importante couverture médiatique des attentats de janvier 2015 et sortant après les marches républicaines qui ont rassemblé plus de 4 millions de personnes à travers la France, ce numéro est publié à près de 8 millions d'exemplaires alors que les numéros précédents se sont vendus à seulement 30 000 exemplaires. Ce numéro de Charlie Hebdo possède le record absolu en France du nombre d'exemplaires vendus d'un journal.
La publication d'une nouvelle caricature de Mahomet en couverture de ce numéro a entraîné de nombreuses et importantes manifestations hostiles au journal et à la France à travers le monde musulman.

## Réalisation

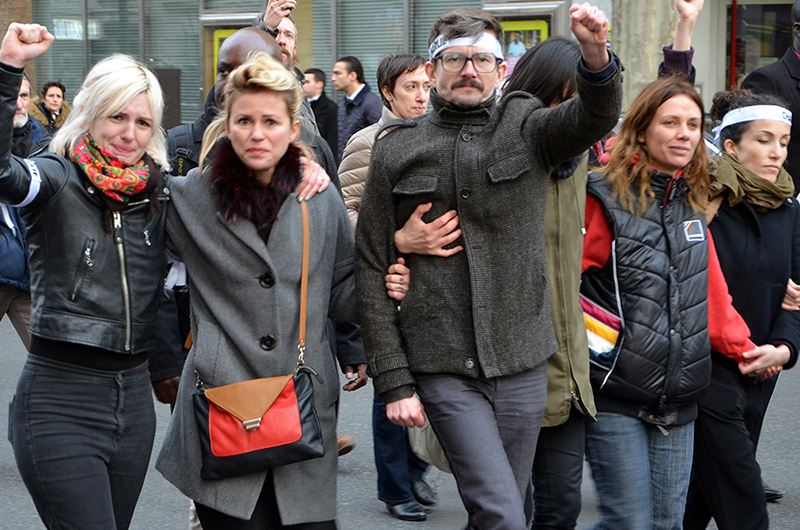
Une partie de l'équipe de Charlie Hebdo lors de la manifestation du 11 janvier 2015 à Paris. Au centre, le dessinateur Luz, à l’extrême droite, la dessinatrice Coco, et entre les deux, la journaliste Sigolène Vinson.

L'attentat du mercredi 7 janvier 2015 contre le journal satirique Charlie Hebdo, a coûté la vie à douze personnes, dont huit membres de la rédaction : les dessinateurs Cabu, Charb, Honoré, Tignous et Wolinski, les chroniqueurs Bernard Maris et Elsa Cayat, et le correcteur Mustapha Ourrad.
Le lendemain de l'attentat, le chroniqueur Patrick Pelloux affirme, en parlant des terroristes, que « le journal va continuer, ils n'ont pas gagné » et les journalistes de Charlie Hebdo qui ont survécu annoncent la sortie du prochain numéro, dit « numéro des survivants », à la date prévue du mercredi 14 janvier 2015. L'avocat du journal, Richard Malka, déclare : « Ce numéro, c'est pour rendre hommage à ceux qui ne sont plus là. C'est ce que Charb aurait voulu. » Il est d'abord prévu que le journal contiendra huit pages au lieu de seize et sera tiré à un million d'exemplaires contre 60 000 habituellement, mais finalement il est publié avec le nombre habituel de pages et tiré à environ 8 millions d'exemplaires. La rédaction est hébergée par le journal Libération, comme à la fin de 2011 après l'incendie criminel qui avait ravagé ses précédents locaux, et le journal Le Monde a mis des ordinateurs à sa disposition. Un large appel aux dons est lancé le vendredi matin, relayé dans les journaux, télévisions, radios et sites d'information. Les sommes récoltées ont pour but d'aider Charlie Hebdo à continuer son activité, le journal étant en grande difficulté financière avant l'attentat,.
La rédaction du nouveau numéro débute dès le matin du vendredi 9 janvier avec la conférence de rédaction dans les locaux de Libération qui dure plus de trois heures. L'équipe de Charlie Hebdo a voulu pour ce numéro surtout compter sur ses membres habituels et a reçu cependant quelques aides extérieures comme les dessinateurs Jul et Riad Sattouf et le politologue Jean-Yves Camus qui signe un article. Ainsi ce sont essentiellement les cinq dessinateurs survivants (Catherine, Willem, Coco, Luz et Riss) qui ont eu la charge des dessins du journal. Les rubriques tenues par les journalistes et caricaturistes morts sont préservées, les emplacements sont remplis par des textes et dessins inédits. Les textes publiés ne sont pas corrigés pour rendre hommage à Mustapha Ourrad qui se chargeait de cette tâche.

## Contenu

### Couverture

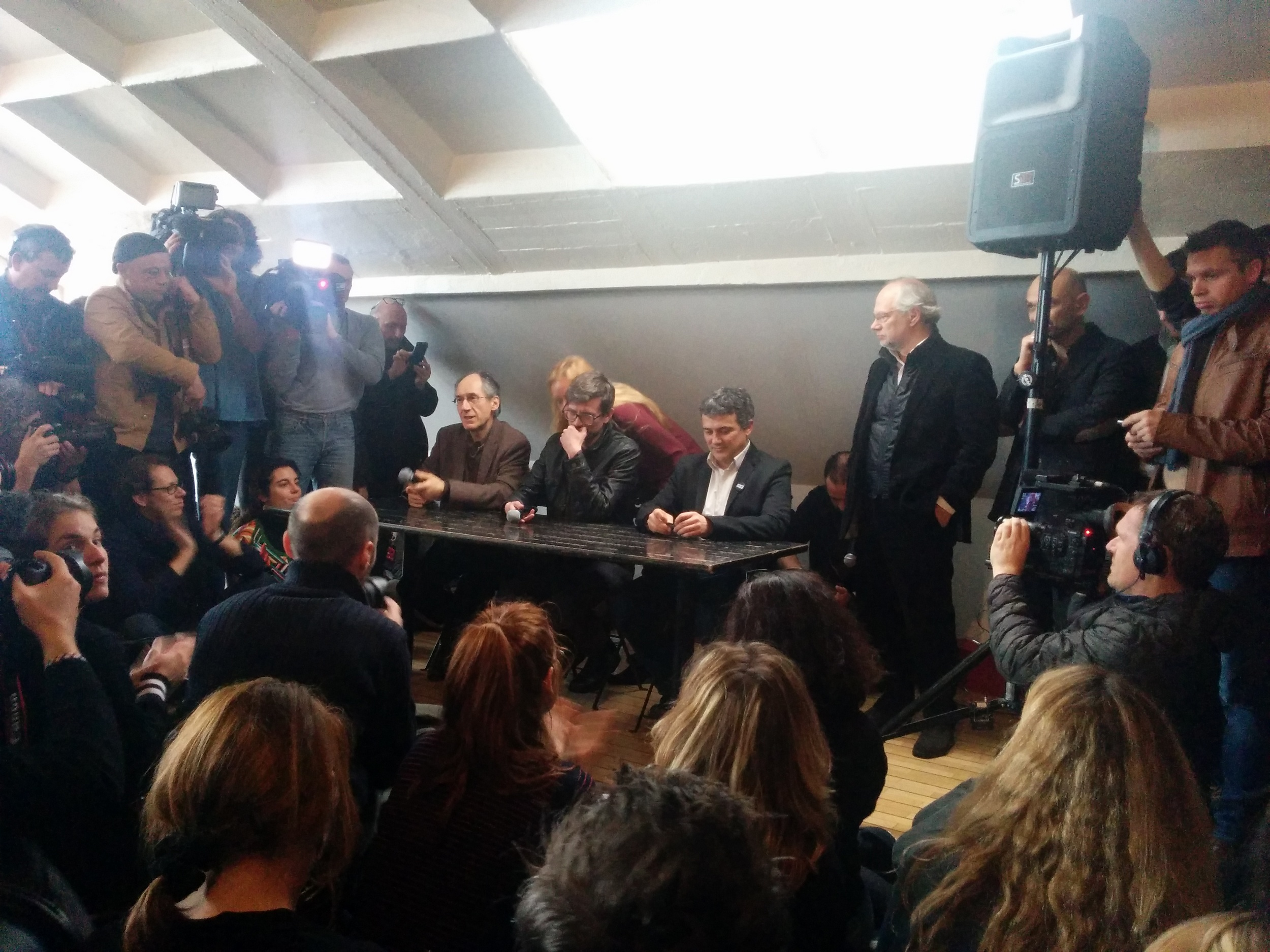
La conférence de presse de Charlie Hebdo du 13 janvier 2015 au siège de Libération. De gauche à droite : Gérard Biard, Luz, Patrick Pelloux, Laurent Joffrin et Richard Malka.

La couverture du no 1178 de Charlie Hebdo, dessinée par Luz, est présentée au cours d’une conférence de presse le 13 janvier 2015, au siège de Libération,. Sur un fond couleur vert tendre, elle représente Mahomet, non explicitement nommé, attristé, une larme à l'œil gauche et muni d'une pancarte « Je suis Charlie ». Il est mentionné au-dessus : « Tout est pardonné ». En dehors de la couverture, le journal ne comprend pas d’autres dessins de Mahomet. 
Ce choix de une fait référence à celle dessinée par Luz en 2011 pour le numéro Charia Hebdo représentant une caricature de Mahomet disant « 100 coups de fouet, si vous n'êtes pas morts de rire ! » et qui a eu pour conséquence l'incendie criminel des anciens locaux de la rédaction. L'idée finale de cette couverture n'est intervenue qu'en fin de bouclage du journal, le lundi 12 janvier 2015, après de nombreux essais des caricaturistes sans parvenir à un accord unanime. Ont notamment été rejetés les dessins où figuraient les terroristes. Finalement, l'émotion dégagée par le dessin de Luz a recueilli l'unanimité de l'équipe réunie et c'est au cri de « Allahou akbar », en hommage à Charb qui aimait utiliser cette expression en plaisantant, que le dessin a été choisi vers 21 heures,.
En choisissant de représenter à nouveau Mahomet, Charlie Hebdo veut réaffirmer le droit à la liberté d'expression. Luz explique ce choix : « Avec cette une, on voulait montrer ça : qu’on a le droit de tout faire, et de tout refaire, et d’utiliser nos personnages comme on veut ». Cette image montre Mahomet solidaire de Charlie et vise donc à séparer Mahomet des meurtres commis en son nom et montrer que le prophète et ses enseignements ne sont pas la propriété des islamistes, mais une foi partagée par une grande partie de la population du monde. Le message « Tout est pardonné » est ambigu car il n'est pas précisé qui pardonne à qui. Il semble que ce soit au spectateur, regardant l'image du prophète, de l'interpréter. Dans une interview du 31 janvier 2015, Luz explique que son dessin doit être compris comme un « pardon mutuel » entre lui-même et le personnage qu'il avait déjà dessiné en 2011 : « Moi, en tant qu'auteur, je suis désolé de t'avoir foutu là-dedans, et lui, en tant que personnage, il me pardonnait ». Il laisse la place à d'autres interprétations en concluant : « les gens peuvent imaginer tout ce qu'ils veulent, moi mon histoire est là »,. Le philosophe Olivier Abel interprète le message « Tout est pardonné » comme un pardon ironique de la part de Charlie Hebdo qui n'exprime pas l'amour de l'ennemi mais invite l'opinion publique à s'interroger, à choisir son camp : « où sont les vrais religieux, où sont ceux qui pratiquent l'amour du prochain, la charité, le pardon, l'humilité ? La formule s'adresse indirectement à des religieux, donc à ceux-là mêmes qui seraient supposés demander pardon ou pardonner ».

### Pages intérieures

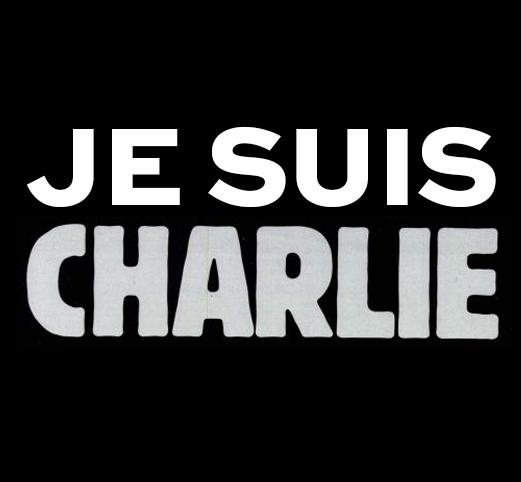
« Je suis Charlie », slogan utilisé en soutien aux victimes de l'attentat contre Charlie Hebdo puis plus largement pour la défense de la liberté d'expression.

Des pages sont illustrées de dessins inédits de Cabu, Wolinski, Charb, Tignous et Honoré. Le journal contient également des chroniques inédites de Bernard Maris et Elsa Cayat, et des dessins de Riss, toujours hospitalisé pour une blessure à l'épaule droite reçue lors de la fusillade, mais qui a tenu à participer au journal en dessinant avec sa main gauche,.
Dans l'éditorial, titré « Est-ce qu'il y aura encore des « oui, mais » ? », le rédacteur en chef Gérard Biard regrette que Charlie Hebdo ait été souvent peu soutenu contre les menaces : « Ces dernières années, nous nous sommes sentis un peu seuls. » Il s'étonne qu'autant de personnes se déclarent soudainement amis de Charlie Hebdo : « Aujourd’hui, nous les prenons tous, nous n’avons pas le temps ni le cœur de faire le tri. Nous ne sommes pas dupes pour autant. » Il rappelle à tous ces nouveaux soutiens que soutenir Charlie Hebdo c'est soutenir la laïcité.
Jean-Yves Camus, dans l'article « Les charognards du complot », fustige les adeptes de la théorie du complot qui cherchent à exonérer les islamistes et accusent les services secrets américains, israéliens ou français. Il explique que la théorie du complot est impossible à démonter car « chaque élément apporté pour la déconstruire est interprété par les complotistes comme une « preuve » supplémentaire qu'ils ont raison. »
Le journaliste Laurent Léger, rescapé de la fusillade à Charlie Hebdo, écrit un article sur les failles du renseignement intitulé « Antiterrorisme : des trous dans le filet ». Il explique que l'échec de la Direction générale de la Sécurité intérieure (DGSI) à détecter à temps les terroristes serait dû au manque d'hommes sur le terrain, la collecte des renseignements se basant trop sur les écoutes téléphoniques que les terroristes savent déjouer. Il y aurait également eu une mauvaise collaboration entre la DGSI et la DGSE, la DGSE n'aurait pas transmis une information de source américaine indiquant que les frères Kouachi, auteurs de l'attentat, s'étaient rendus au Yémen auparavant où ils ont été formés par l'organisation terroriste Al-Qaïda. 
Dans l'article « À pas de chien », la chroniqueuse Sigolène Vinson raconte la vie de la rédaction à travers la vision de Lila, un cocker roux, mascotte de l'équipe. La chienne a assisté au massacre et, comme la journaliste, « a été épargnée. Peut-être parce qu’elle est une femelle », allusion aux terroristes qui ont déclaré ne pas tuer les femmes.
Sylvie Coma, dans l'article « On ne va pas tous mourir », évoque l'attitude de Cabu par rapport à la mort : « Crever, c'est déjà assez chiant comme ça pour pas qu'en plus on ait la trouille. »
Dans une chronique inédite intitulée « Quand « Charlie » avait 20 ans », l'économiste assassiné Bernard Maris alias Oncle Bernard explique que « la politique selon Charlie ne consiste pas à déclamer, mais à interroger. [...] La politique de Charlie est non violente et non haineuse. Elle est gaie. Elle se veut ainsi. Aucun problème politique ne doit résister à un bon rire. »
Antonio Fischetti dans l'article « Même pas morts » explique qu'il a eu la vie sauve parce que, le jour de l'attentat, il était à un enterrement : « il y en a un que ça aurait fait plier de rire, c’est Tignous ». Il évoque ses souvenirs de trois membres assassinés de la rédaction : Tignous, Honoré et Elsa Cayat ; il conclut par : « d'une certaine façon, ils continueront de vivre à travers moi. N'empêche, ils vont quand même me manquer. »
L'urgentiste Patrick Pelloux, dans sa chronique « Je tu il nous vous ils suis Charlie », rend hommage à ses anciens collègues. Il imagine de manière faussement naïve qu'il n'arrive pas à les joindre à cause d'une panne de réseau téléphonique. La tristesse le fait « pleurer des yeux à faire reverdir les déserts avec les paysages les plus beaux ». 
Fabrice Nicolino, dans l'article « Planète sans visa », évoque la crise écologique provoquée par l'humanité devenue si puissante qu'elle est en train d'anéantir la vie sur Terre. Il pense qu'il faudrait travailler à « une Déclaration universelle des devoirs de l'homme. Car l'homme a désormais la responsabilité de protéger et de sauver ce qui peut l'être encore ».
Mathieu Madénian, dans sa chronique humoristique « La carte postale de Mathieu Madénian », regrette le temps où il se sentait unique en faisant partie du petit nombre de lecteurs de Charlie Hebdo alors que maintenant avec son tirage à trois millions d'exemplaires n'importe qui l'achète « même [sa] sœur qui est abonnée à Closer ».   
Zineb El Rhazoui écrit la rubrique « En bref » où elle parle de l'attaque, de la douleur de perdre des amis et de la difficulté de se reconstruire psychologiquement : « Ils sont morts, mais nous vivons, et nous mettrons longtemps, très longtemps à ramasser les fragments. »
Les autres contributions sont celles des collaborateurs habituels indemnes, dont Catherine Meurisse, qui dans une petite bande dessinée de sept dessins, intitulée « Une séance avec Elsa Cayat, la psy de Charlie », rend hommage à la psychanalyste collaboratrice du journal, tuée lors de l'attentat. Le premier dessin représente Elsa Cayat prenant des notes et écoutant un homme cagoulé allongé sur son divan, commençant la séance en lui disant : « J'ai rêvé que je tuais Charlie Hebdo. »
Le numéro ouvre également ses colonnes à la journaliste de Libération Solène Chalvon et au dessinateur David Ziggy Greene. La dernière page, intitulée comme d'habitude « Les couvertures auxquelles vous avez échappé », contient aussi un dessin de Jul, ancien collaborateur de Charlie Hebdo.

## Des ventes exceptionnelles

### Record d'exemplaires vendus par un journal en France

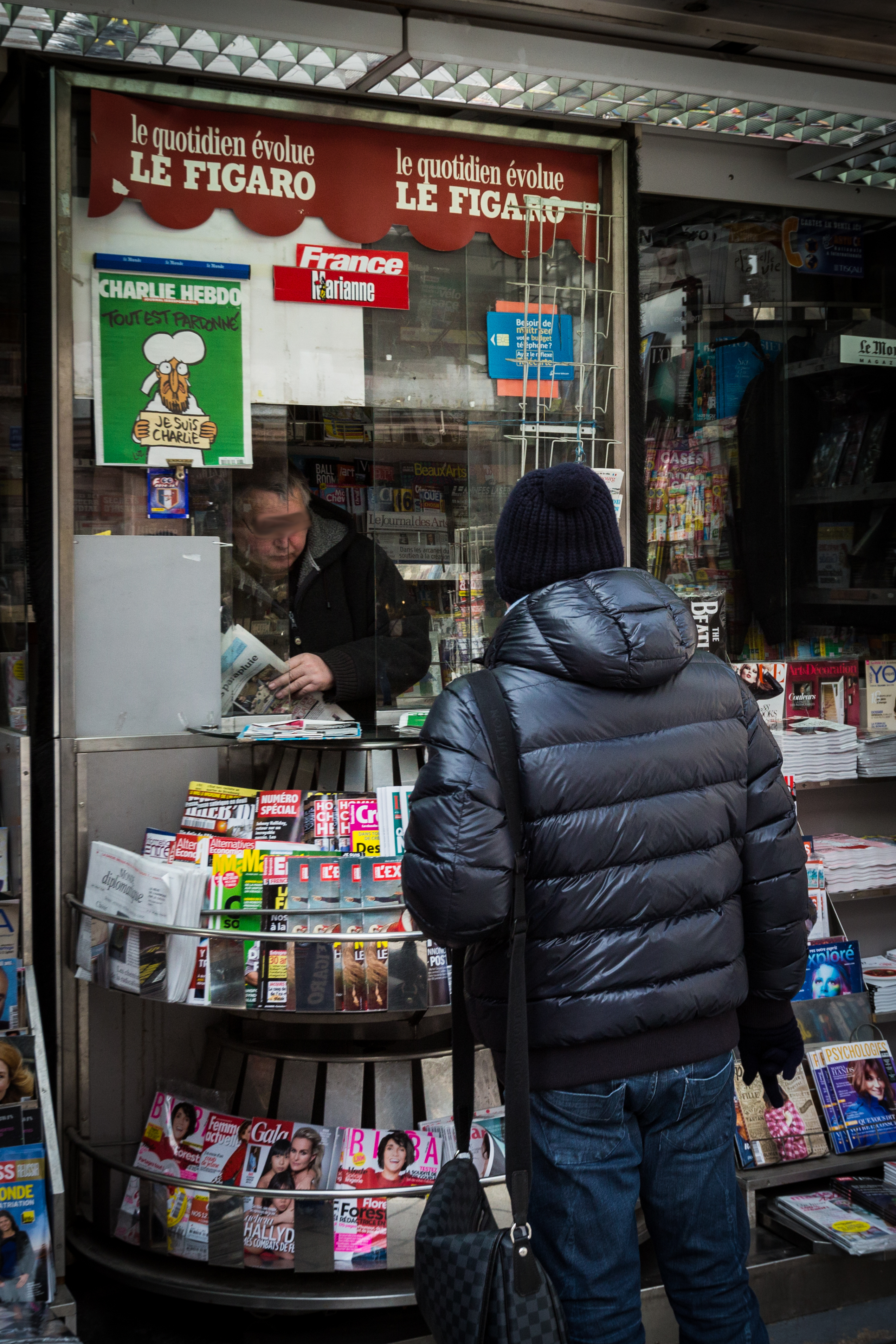
Kiosque à journaux vendant le numéro 1178 de Charlie Hebdo.

Avant l'attentat du mercredi 7 janvier 2015, Charlie Hebdo est imprimé habituellement à 60 000 exemplaires chaque semaine, pour des ventes de 30 000 à 35 000 numéros,,.
La distribution francophone de Charlie Hebdo est assurée par les Messageries lyonnaises de presse (MLP). Un tirage exceptionnel d'un million d'exemplaires est annoncé le 8 janvier dont l'intégralité de la recette sera versée au journal pour aider Charlie Hebdo et les familles des victimes. L'ensemble de la chaîne de production et de distribution s'est engagé à travailler gratuitement pour ce premier million de journaux. Les jours suivants, le tirage prévu est porté à trois millions d'exemplaires au vu de l'avalanche de demandes en France et à l'étranger. 

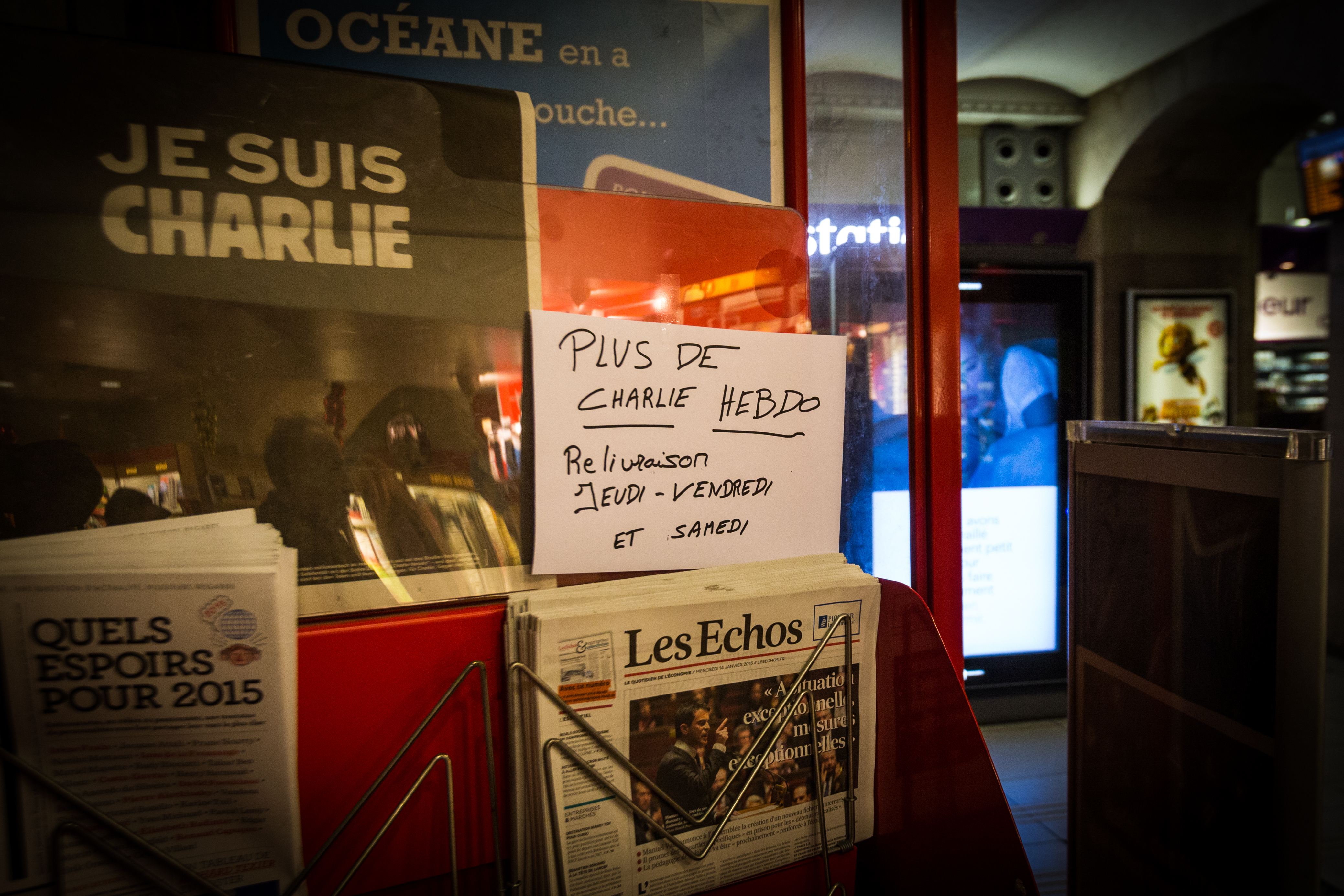
Le jour de sa sortie, le 14 janvier 2015, le numéro est épuisé en quelques minutes.

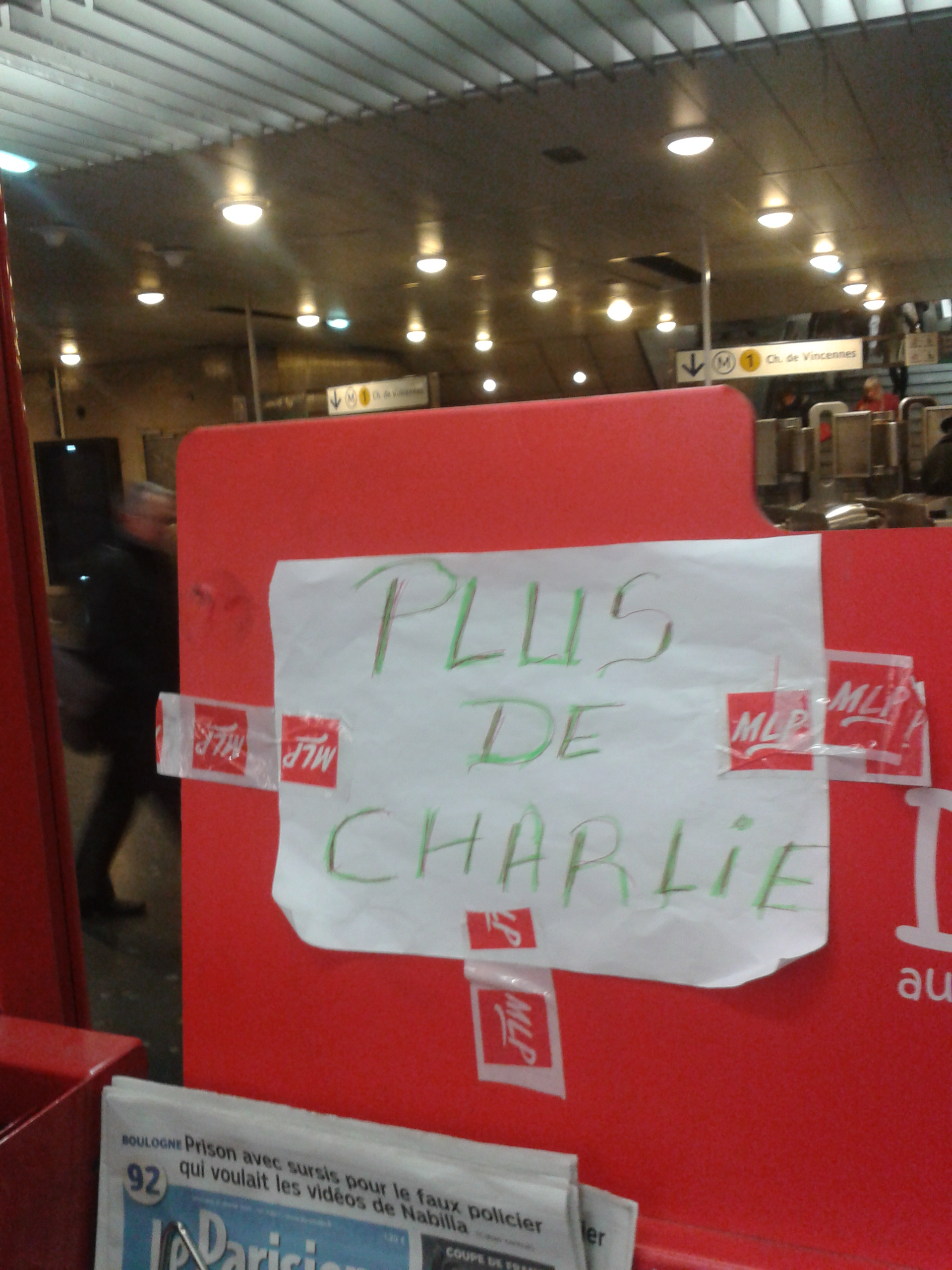
Malgré les livraisons quotidiennes, le numéro est encore en rupture de stock le 21 janvier.

Le jour de sortie du numéro, mercredi 14 janvier 2015, les 700 000 exemplaires livrés sont vendus le matin dès les premières minutes de mise en vente et 300 000 exemplaires supplémentaires livrés l'après-midi sont écoulés. La demande est tellement forte que certains clients sont prêts à se battre pour obtenir un exemplaire, nécessitant l'intervention de la police dans certains points de vente. Quelques heures après la sortie du numéro, vendu à son prix habituel de 3 euros, certaines personnes mettent en vente leurs exemplaires sur Internet, à des prix pouvant atteindre plusieurs dizaines de milliers d'euros mais des sites comme Le Bon Coin et PriceMinister souhaitant éviter toute spéculation en bloquent rapidement les ventes. À la suite de cette rapide rupture de stock, les MLP annoncent que Charlie Hebdo sera imprimé à cinq millions d'exemplaires et que la distribution sera prolongée jusqu'à la semaine suivante, faisant de ce tirage un record absolu pour la presse d'information française,.
Réapprovisionnés le jeudi 15 janvier, les points de vente de journaux se trouvent à nouveau très rapidement en rupture de stock. Le journal écoule 1,9 million d'exemplaires durant ces deux premiers jours. Le samedi 17 janvier, le journal annonce que le numéro va être réimprimé pour atteindre sept millions d'exemplaires et que la vente s’étalera sur plusieurs semaines. 
Le 23 janvier 2015, les Messageries lyonnaises de presse annoncent qu’elles ont livré 7 millions d'exemplaires et que 300 000 exemplaires supplémentaires sont en cours de réimpression et seront livrés dès le lundi 26 janvier aux distributeurs de journaux en faisant la demande, jusqu'alors les 27 000 points de vente en France étaient réapprovisionnés quotidiennement,.
Le 7 février 2015, le directeur des MLP annonce que le tirage s’élève à environ 7 950 000 exemplaires dont 760 000 ont été envoyés à l'export dans 25 pays. Le numéro reste en vente dans les kiosques jusqu'au 10 mars 2015.

### Dans les autres pays
Le numéro 1178 de Charlie Hebdo est envoyé dans les pays déjà distributeurs du journal avant l'attentat (Espagne, Suisse, Belgique, Portugal, Canada, etc.) mais il est aussi demandé dans 20 pays qui ne diffusent habituellement pas Charlie Hebdo, le titre est exporté pour la première fois aux États-Unis et au Royaume-Uni,,. La distribution à l'export du numéro a été portée dès les premiers jours à 300 000 exemplaires contre 4 000 habituellement. Le 23 janvier 2015, la distribution à l’export atteint 700 000 exemplaires, avec les ventes les plus élevées en Belgique. Le 7 février 2015, 760 000 exemplaires ont été distribués à l'étranger dans 25 pays.
Le numéro est traduit en cinq langues : en espagnol, arabe et anglais dans des versions numériques, en italien et en turc pour des versions papier. Le numéro est disponible en version numérique pour smartphone pour le même prix sur les plates-formes Android, iOS et Windows en quatre langues (français, anglais, arabe et espagnol),. Cette version numérique est produite en coopération par l'équipe de Le Monde.fr qui s'est chargée de l'aspect technique, par Reporters sans frontières qui a assuré sa traduction en anglais et en espagnol, et par Courrier International qui a assuré sa traduction en arabe.

## Recettes
Au 25 janvier avec plus de 7 millions d'exemplaires vendus à 3 euros pièce, le revenu pour Charlie Hebdo serait de plus de 10 millions d'euros. Une partie de cet argent doit aller aux familles des victimes. 
À cela s'ajoutent deux millions d'euros de dons recueillis grâce à l'appel lancé après l'attentat. Le ministère de la Culture avait également promis un million d'euros. Le nombre d'abonnements a également été multiplié par 17 en l'espace d'une semaine.

## Réactions après la publication

### Reprise de la une dans les médias

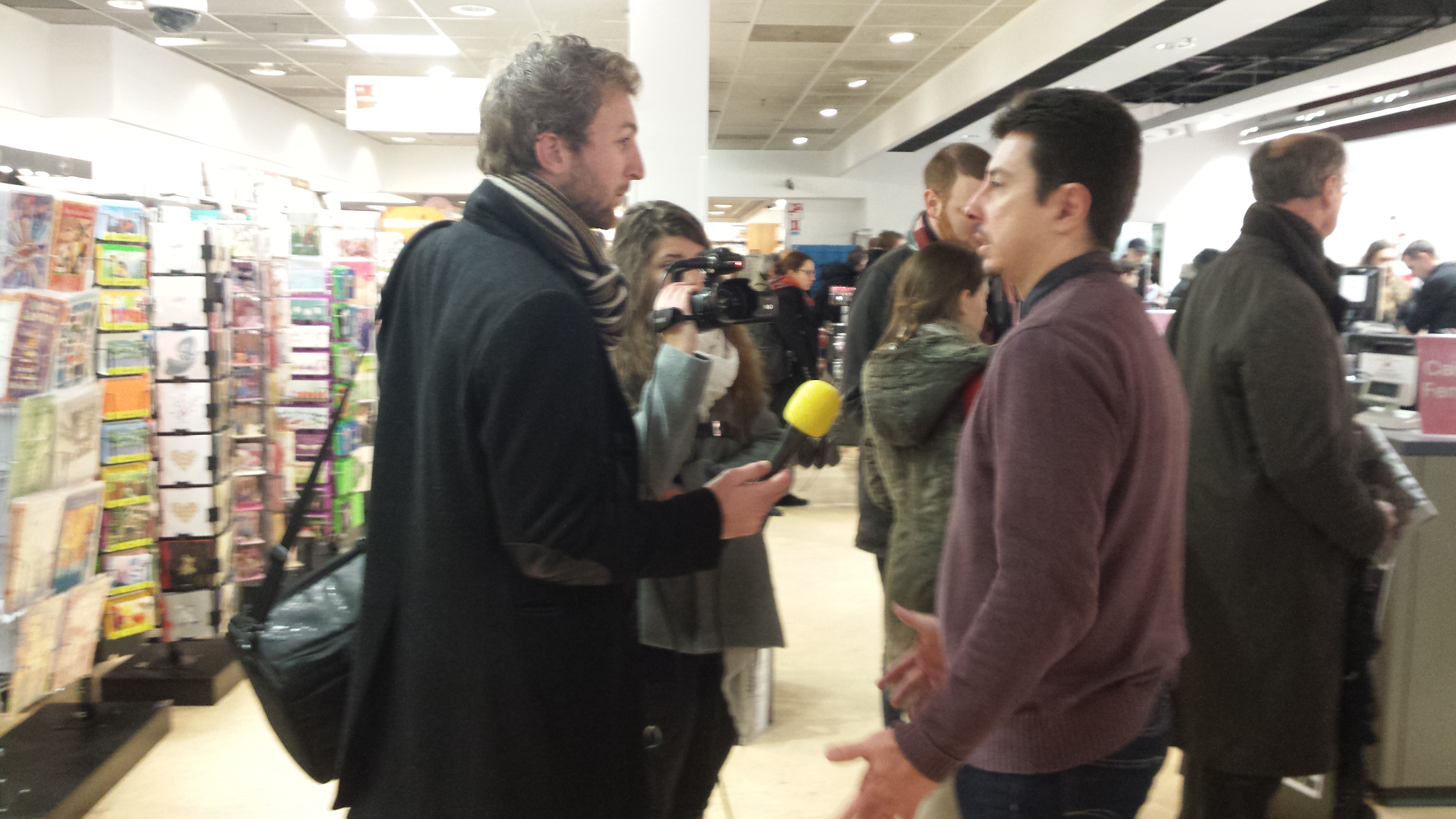
Journalistes interviewant un vendeur le jour de la sortie du numéro.

Dès sa présentation, le soir du 12 janvier, le dessin de la une de Charlie Hebdo est largement diffusé dans les médias français,. La sortie du numéro 1178 de Charlie Hebdo, le 14 janvier, fait les gros titres de la presse française qui se réjouit de sa parution. La couverture de plusieurs journaux incite les lecteurs à acheter ce nouveau Charlie Hebdo et certains journaux publient en couverture le dessin de une de ce Charlie Hebdo comme les quotidiens Libération, Le Monde ou L'Humanité.
Dans les pays anglo-saxons, comme les États-Unis ou le Royaume-Uni, les médias sont réticents à publier le dessin en une de Charlie Hebdo, préférant, par autocensure, décrire la couverture de Charlie Hebdo mais sans la montrer, ou alors sous forme de petite vignette, ou encore en la floutant,,. Le rédacteur en chef de Charlie Hebdo, Gérard Biard, critique cette attitude : « on ne peut pas reprocher à des journaux qui paraissent avec beaucoup de difficultés dans les régimes totalitaires de ne pas publier un dessin qui leur vaudrait sans doute, au mieux la prison ou au pire la mort. En revanche, je serais assez critique des journaux qui paraissent [...] dans des pays démocratiques ».

### Débat sur la liberté d'expression
Le pape François estime à la suite de cette publication que « la liberté d'expression est un droit fondamental mais ne doit pas insulter les croyances d'autrui ».

### Interdictions et intimidations contre la diffusion du numéro
La une du numéro de Charlie Hebdo déclenche une polémique auprès de nombreux musulmans,,.
- en Égypte, l'imam de la mosquée Al-Azhar — considéré comme un « porte-parole » du gouvernement égyptien car nommé par le chef de l’État — appelle les musulmans à « ignorer les [nouveaux] dessins » de ce numéro[62] et le président égyptien Abdel Fattah al-Sissi signe un décret interdisant toutes les « publications étrangères offensant la religion [musulmane][63] » ;
- Le 24 janvier 2015, la principale chaîne de librairie israélienne Steimatzky annule une vente spéciale en magasin, après une mise en garde de « graves conséquences » par le député arabe israélien Messaoud Génaïm[64].
- en Turquie, le journal kémaliste Cumhuriyet, qui avait reproduit les caricatures, est visé par une enquête judiciaire[65] ;

### Manifestations hostiles et violentes contre la publication du numéro
Dans plusieurs pays à majorité musulmane, dans lesquels la diffusion et la représentation du journal sont interdites, la publication du numéro 1178 provoque des manifestations hostiles envers Charlie Hebdo et la France, en particulier à cause de l'aniconisme,, :
- au Pakistan, l'Assemblée nationale vote à l'unanimité une motion condamnant Charlie Hebdo pour son dessin de Mahomet en couverture du numéro suivant les attentats[69] ; plusieurs partis islamistes, dont le Jamaat-e-Islami, appellent à manifester contre les caricatures de Charlie Hebdo[70] ; des milliers de personnes marchent le 15 janvier à Lahore et le lendemain, d'autres manifestations ont lieu à Islamabad, Peshawar, Multan et Karachi où trois personnes sont blessées, dont un policier et un photographe de l'AFP touché d'une balle au poumon[71],[72] ;
- au Niger, le 16 janvier à Zinder, des manifestants incendient la bibliothèque du Centre culturel franco-nigérien et le siège du PNDS, sept églises chrétiennes, une école primaire catholique et plusieurs bars et débits de boisson sont également pillés et saccagés[73],[74],[75]. Les violences font cinq morts dont un gendarme et quarante-cinq blessés[76],[77]. Le lendemain, une autre manifestation violente a lieu à Niamey[78] ; selon le bilan de la police nigérienne, quarante-cinq églises, cinq hôtels, trente-six débits de boissons, un orphelinat et une école chrétienne sont pillés puis incendiés, cinq personnes sont tuées dont quatre dans des églises et des bars, cent vingt-huit sont blessées et cent quatre-vingt-neuf interpelées[79],[76],[80],[81] ;
- au Sénégal, mille personnes manifestent à Dakar et brûlent des drapeaux français devant l'ambassade[82] ;
- en Algérie, des milliers de personnes manifestent à Alger à l'appel d'Abdelfattah Hamadache Zeraoui, dirigeant du Front de l'éveil islamique salafiste et d'El Hachemi Sahnoun, dirigeant de l'ex-Front islamique du salut[83]. Leur slogan est : « Je suis Mohamed[84] » ;
- d'autres manifestations ont lieu à Bamako au Mali, à Nouakchott en Mauritanie et en Tunisie[85],[86], à Khartoum au Soudan, à Amman en Jordanie où marchent deux mille cinq cents personnes dont des Frères musulmans, et à Istanbul où plusieurs centaines de personnes se rassemblent devant la mosquée du district de Fatih pour saluer la mémoire des frères Kouachi[70],[87] ;
- à Jérusalem-Est, quelques centaines de manifestants palestiniens ont scandé sur l'esplanade des Mosquées : « Français, bande de lâches[88] » ;
- à Gaza, le mur d'enceinte du centre culturel français a été tagué : « Vous irez en enfer, journalistes français » et « Tout, mais pas le prophète[89]. » Le 19 janvier, environ deux cents personnes manifestent en brandissant les portraits des frères Kouachi et d'Amedy Coulibaly ainsi que des drapeaux noirs des salafistes djihadistes et scandent devant le Centre culturel français : « Français, dégagez de Gaza ou nous vous égorgerons. » Lorsqu'ils menacent d'attaquer le bâtiment, la police du Hamas intervient et arrête plusieurs dizaines de personnes[90]. Le 19 janvier, le correspondant du Figaro rapporte que le « Consulat général de France à Jérusalem a recommandé aux ONG qui emploient des expatriés français dans la bande de Gaza de les évacuer sans délai, quelques heures après la manifestation[91] ».
- à Grozny, capitale de la Tchétchénie, huit cent mille à un million de personnes manifestent le 19 janvier selon les autorités locales et le gouvernement fédéral[92] ;
- à Téhéran, capitale de l'Iran, deux mille personnes manifestent devant l'ambassade de France, scandant : « Mort à la France », « Mort à Israël » et « Nous aimons le prophète[92] » ;
- à Jalalabad, en Afghanistan, le 19 janvier, cinq cents personnes manifestent et des drapeaux français sont brûlés[92].

## Reprise différée de la parution deCharlie Hebdo
Bien qu'annoncée pour le mercredi 28 janvier dans les pages 2-3 du no 1178, la sortie de l'édition no 1179 est finalement repoussée au 25 février 2015, soit une durée de six semaines sans nouvelle parution. Le journal reprend son rythme hebdomadaire à partir de ce no 1179 dont la couverture proclame « C'est reparti ! ». Un tirage de 2,5 millions d'exemplaires est prévu pour ce deuxième numéro publié après les attentats, donc à nouveau beaucoup plus important que le tirage habituel qui était de 60 000 exemplaires environ. Dans le numéro du 25 février, deux dessinateurs collaborent pour la première fois pour Charlie Hebdo : Dilem et Pétillon,.